# Нью-Йоркское соглашение

Карта с Западной Новой Гвинеей (выделена красным цветом).

Нью-Йоркское соглашение — соглашение, подписанное Нидерландами и Индонезией относительно управления территорией Западной Новой Гвинеи. Первая часть соглашения предлагала, чтобы Организация Объединённых Наций взяла на себя управление территорией, а вторая часть устанавливала набор социальных условий, которые будут обеспечены, если ООН разрешит оккупацию территории Западной Новой Гвинеи Индонезией. Соглашение обсуждалось на встречах, организованных Соединенными Штатами Америки, и было подписано 15 августа 1962 года в штаб-квартире ООН в Нью-Йорке.
Соглашение было добавлено к повестке дня Генеральной Ассамблеи ООН 1962 года и ускорило резолюцию 1752 (XVII) Генеральной Ассамблеи, в соответствии с которой ООН получила право управления Западной Новой Гвинеей. Хотя соглашение не может отрицать обязательства, определённые в Уставе ООН, и в соглашении утверждалось, что оно было подписано на благо жителей территории, некоторые люди полагали, что соглашение жертвует народом Западной Новой Гвинеи в интересах иностранных держав.
В докладе Генерального департамента Соединённых Штатов от 1962 года говорится, что
- Соглашение было почти полной победой для Индонезии и поражением для Нидерландов.
- Бюро по европейским делам Соединённых Штатов с пониманием относилось к мнению голландцев, что аннексия Индонезии просто обменяет белый колониализм на коричневый.
- Основная причина, по которой администрация Джона Кеннеди заставила Нидерланды подписать это соглашение, заключалась в том, что он считал, что предотвращение перехода Индонезии в коммунистический лагерь важнее голландского случая.